# Ounjougou
Ounjougou ist ein archäologischer Fundplatz in der westafrikanischen Republik Mali.

## Lage und Erforschung
Ounjougu liegt oberhalb der Felsen von Bandiagara (französisch Falaise de Bandiagara) nahe der Stadt Bandiagara. Der Fundplatz ist Teil des seit 1989 auf der UNESCO-Liste des Weltkulturerbes stehenden Gebietes im  Land der Dogon.
Seit 1997 wird die Gegend um die Falaise de Bandiagara in einem internationalen Projekt Umwelt der Steinzeit und Besiedlung in Westafrika, an dem unter anderen Universitäten aus der Schweiz, Frankreich und Deutschland teilnehmen, archäologisch untersucht. Der belgische Archäologe Eric Huysecom von der Universität Genf ist Projektleiter und hat bisher einige Veröffentlichungen zum Projekt und besonders zu den Funden in Ounjougou herausgebracht.

## Funde
In Ounjougou wurden Funde aus dem Ogolian, einer in Westafrika besonders trockenen Periode aus der Zeit um 23.000 v. Chr., und dann wieder aus der Zeit zum Beginn des regenreichen Holozäns gemacht. Die Funde aus der ersten Hälfte des 10. Jahrtausends v. Chr. enthielten die ältesten Funde von Keramikscherben in Afrika südlich der Sahara. Die Funde von Mühlsteinen und Reibschalen werden auf das 8. Jahrtausend v. Chr. datiert.

## Fundberichte
- Anne Mayor: Traditions céramiques dans la boucle du Niger. Éthnoarchéologie et histoire du peuplement au temps des empires précoloniaux. Africa Magna Verlag, Frankfurt a. M. 2011, ISBN 978-3-937248-25-7.